# Judah Löw

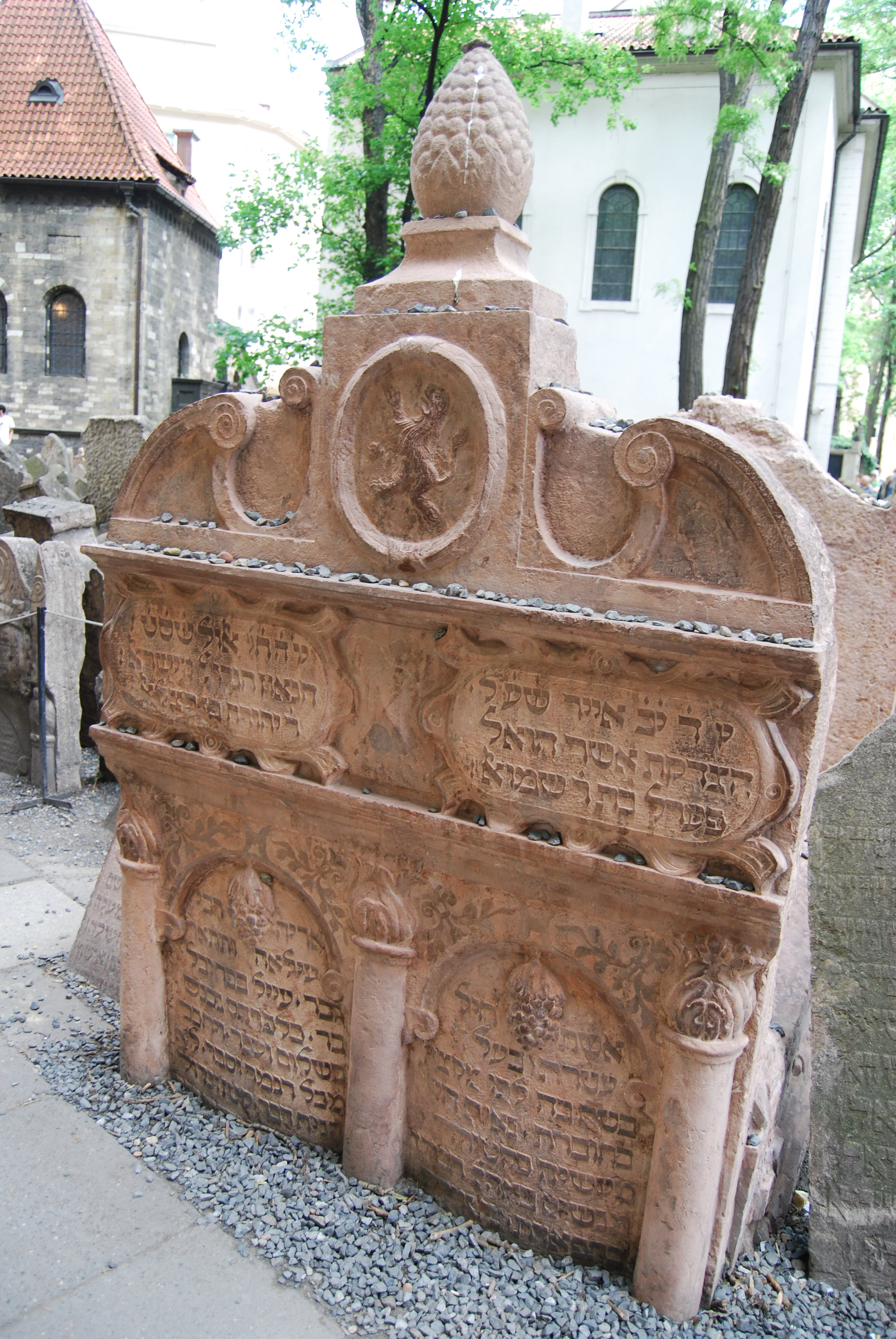
Grab des Rabbi Löw auf dem Jüdischen Friedhof in Prag

Judah Löw oder Jehuda ben Bezel’el Löw, bekannt auch als Rabbi Löw oder MHR"L (Maharal; Abkürzung für Moreinu ha-Rav Loew – Unser Lehrer Rabbi Loew) von Prag (geboren zwischen 1512 und 1525; gestorben am 17. September 1609 in Prag), war ein bekannter Rabbiner, Talmudist, Darschan (hebräisch „Prediger“) und Philosoph des 16. Jahrhunderts. Ihm wird der Legende nach die Erschaffung des Golem zugeschrieben.

## Biografische Daten

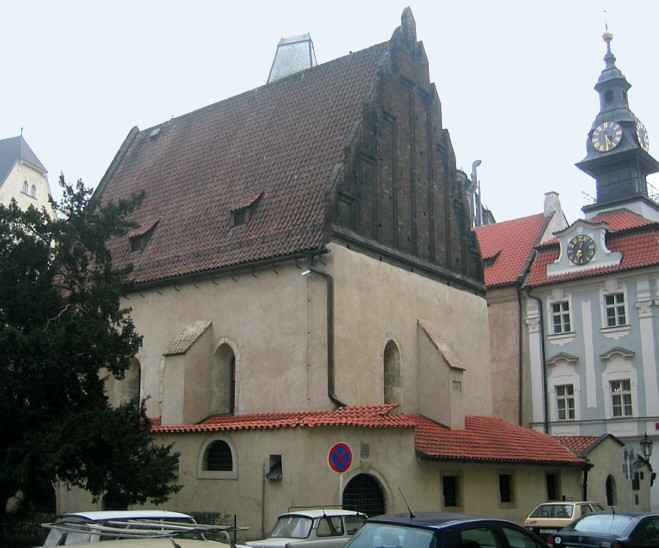
Auf dem Dachboden der Prager Altneu-Synagoge soll der Sage nach Rabbi Löw den Golem zerstört haben

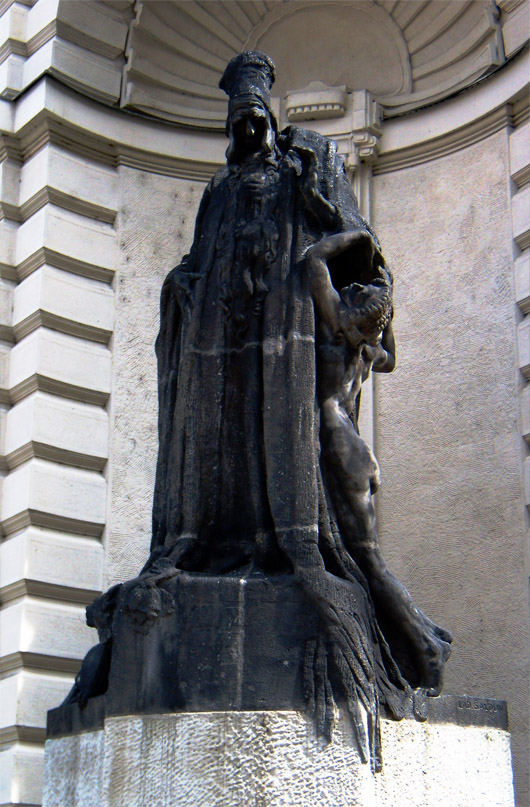
Denkmal des Rabbi Löw von Ladislav Šaloun am Neuen Rathaus in Prag

Weder Geburtsdatum noch -ort des Judah Löw sind genau bekannt. Nach traditioneller Auffassung wurde er 1512 – vermutlich in Posen – geboren, doch nehmen manche Forscher spätere Geburtsdaten (bis 1525) an. Er entstammte einer durch ihre Gelehrsamkeit berühmten rabbinischen Familie, die wohl ursprünglich aus Worms stammte. Judah wurde als zweitältester Sohn des Bezal’el ben Chajjim geboren, eines Bruders des Reichsrabbiners Jacob Löw.
Der jüdische Historiker und Astronom David Gans (1541–1613) berichtet in der Chronik Zemach David (צמח דוד Spross Davids) zum Jahr (5)352 (=1592), dass Kaiser Rudolf II. nach Rabbi Judah Löw sandte und der Kaiser „… sprach mit ihm von Angesicht zu Angesicht, wie zu einem Freund. Und die Art und Weise ihrer Worte waren geheimnisvoll, verschlossen und verborgen. Und dies geschah hier in der heiligen Gemeinde zu Prag, am ersten Tag (der Woche; Sonntag), dem 3. Adar (5)352.“
Rabbi Judah Löw wurde zum Sinnbild für das mystische Prag, gilt er doch nach der im 19. Jahrhundert entstandenen Legende als der Erschaffer des Golem, der zum Leben erweckten Lehmfigur. Auch um seine geheimnisvolle Zusammenkunft mit Kaiser Rudolf II. ranken sich viele Geschichten und Legenden. Er wird heute weithin als einer der bedeutendsten Denker und Rabbiner des Judentums überhaupt betrachtet. Nachfahren von Judah Löw waren der ungarische Rabbiner Leopold Löw und dessen Sohn Immanuel Löw.

## Lebensweg
Da Rabbi Löw nie über seine Jugendzeit und Lehrer sprach, liegen seine frühen Jahre im Dunkeln. Belegt sind erst die Jahre 1553–1573, in denen er Rabbi im mährischen Nikolsburg (Mikulov) und später auch Oberrabbiner war. Dort hatte er den Ruf eines Organisators in Verwaltungsfragen und auch als Rechtsexperte. In Prag lebte er erst nach seinem 60. Lebensjahr. Er leitete als Privatmann die Talmudschule „Klaus“, die sein Freund Mordechai Maisel erbauen ließ und auch finanzierte. Obwohl er bereits seit langem einen Ruf als Schriftgelehrter besaß, wurde er bei der Wahl um die Nachfolge des Oberrabbiners zweimal übergangen. Er verließ 1589 Prag, um wieder nach Polen zu gehen. Erst 1597 kehrte er nach Prag zurück, wo er als fast Achtzigjähriger zum Oberrabbiner gewählt wurde. Dieses Amt versah er bis zu seinem Tod am 17. September 1609. Unter Anteilnahme der Gemeinde wurde er auf dem Alten Jüdischen Friedhof beigesetzt. Sein Grab ist bis heute ein viel besuchter Anziehungspunkt dieses Friedhofs.

## Denker und Reformer
Rabbi Löw war ein konservativer Kritiker des Zeitgeschehens. Beispielsweise verurteilte er die gängige Praxis von Rabbinern, für die Erfüllung ritueller Pflichten Geschenke entgegenzunehmen. Mit der Forderung nach der Rückkehr zur Thora und der Aggada wandte er sich gegen die in seiner Zeit vorherrschende Technik des „Pilpul“, die eine Gelehrsamkeit förderte, die sich eher in Kommentaren und Deutungen erging und damit in seinen Augen die Ursprünglichkeit und Nähe zu den talmudischen Schriften verlor. Dabei richtete er sein Augenmerk vor allem auf die Vermittlung des Lehrstoffes. Hier finden sich wiederum sehr moderne Auffassungen zur Didaktik wieder, die später der böhmische Pädagoge Comenius aufgriff. Entgegen den tradierten Formen des Pilpul, der jüdischen Ausprägung der Scholastik, sollte das Lernen auf die individuellen Fähigkeiten des Einzelnen abgestellt werden. Dabei stützte sich Rabbi Löw auf eine Aussage aus dem 5. Kapitel der Sprüche der Väter, wonach das Alter der Studenten mit dem jeweils unterrichteten Fach in Einklang gebracht werden müsse. Über seine Beziehungen zur Kabbala gibt es unterschiedliche Ansichten. Gershom Scholem vertritt die Meinung, er habe kabbalistische Ideen allgemein bekannt gemacht und sei so zu einem Vorläufer des osteuropäischen Chassidismus geworden.
In einem Ausmaß, wie es vor ihm nur Jehuda ha-Levi tat, setzte sich Judah Löw mit der „Einzigartigkeit“ des Volkes Israel, seiner Mission und seinem Schicksal auseinander. Gott habe Israel aus freiem Willen und nicht aufgrund des Verdienstes seiner Patriarchen erwählt. Deshalb könne die Auserwähltheit Israels nicht davon abhängen, ob Israel den Willen des Allmächtigen erfülle oder nicht. Infolgedessen wird die christliche Behauptung, das jüdische Exil sei Beweis dafür, dass Gott sein Volk verlassen habe, null und nichtig. Er bezeichnet die Wahl Israels als bechira kelalit („allgemeine Wahl“) und die Verbindung mit Gott, welche das Wesen dieser Wahl bildet, als devekut kelalit („allgemeine Hingabe“). Israel bilde die Form, während andere Völker die Materie bilden. Darauf beruhen die Unterschiede im ethischen Verhalten und im Verständnis göttlicher Angelegenheiten. In Israel würden seelische Kräfte vorherrschen, unter den übrigen Völkern physische Kräfte.
Das Exil bezeichnet er als „Abweichung“ von der natürlichen Weltordnung, die sich auf drei Arten ausdrücke:
1. Entwurzelung – jedes Volk verfüge über einen natürlichen Ort, und die Trennung von diesem natürlichen Wohnsitz habe einen zerstörerischen Einfluss auf die natürliche Ordnung
2. Verlust der politischen Unabhängigkeit und Unterwerfung unter fremde Mächte – „denn die Unterwerfung eines Volkes unter ein anderes verträgt sich nicht mit der angemessenen Ordnung der Wirklichkeit, denn es ist das Recht jedes Volkes, frei zu sein“
3. Die Zerstreuung – jedes Volk bildet eine Einheit, und wenn ein territoriales Zentrum fehlt, ist es nicht mehr „ein  vollständiges kompaktes Volk“.

Jede Abweichung von der natürlichen Ordnung sei jedoch nur vorübergehend. Hieraus ergibt sich die Überzeugung und der Glaube an die messianische Erlösung, welche den anomalen Exilzustand aufheben wird. Doch trotz seines messianischen Glaubens widersetzt er sich mit allen Kräften den messianischen Spekulationen seiner Zeit und kämpft dagegen, „das Ende (des Exils) zu erzwingen“. Der Ratschluss Gottes könne nicht durch Gewalt abgeändert werden. Man müsse für die Erlösung beten, jedoch nicht „zu viel“, auch nicht in einer Zeit der religiösen Verfolgung. Sogar die Berechnung des Zeitpunkts der Erlösung sei verboten, sie werde zu gegebener Zeit eintreffen. Kurz vor der Erlösung werde „die Erniedrigung Israels größer sein als je zuvor“, und genau aus dieser „Abwesenheit“ werde die Erlösung erfolgen. Er erklärt die Aggada (Legende), wonach der Messias am Tag der Zerstörung des Tempels  geboren werde: „Diese Geburt ist keine eigentliche physische Geburt… sondern bedeutet, dass der Messias vom Gesichtspunkt der messianischen Potentialität geboren wird, die in der Welt besteht.“
Er erwähnt die kosmopolitische Grundlage des Exils. Obwohl es eigentlich angemessen wäre, dass Israel als Essenz der Welt in Erez Israel, der Essenz der geographischen Welt, wohnen würde, sei bei Anbruch des Exils die ganze Welt zum Wohnort Israels geworden. Entsprechend der Aussage aus dem Midrasch: „Wo auch immer Israel ins Exil ging, wurde es von der göttlichen Gegenwart (Schechina) begleitet“, betont Rabbi Löw, dass die Schechina Israel in der Galut stärker begleiten müsse als im Lande Israel. Infolgedessen ist für ihn der Gottesdienst, die Ausübung von Wohltätigkeit und das Studium der Tora für das Überleben des jüdischen Volkes im Exil von tragender Bedeutung. Peter Demetz beschreibt Rabbi Löws Denken als ein „Drama der Auseinandersetzung zwischen neuen Renaissance-Ideen und jüdischer Tradition“.

## Golem
In der Prager Josefstadt, dem einstigen jüdischen Viertel, soll Rabbi Löw auch den legendären Golem („den Unfertigen“) aus Lehm gebildet, durch die Zauberkraft der magischen Silbe „Schem“ zum Leben erweckt und zu seinem Diener gemacht haben. Laut einer anderen Legende soll der Golem bereits 400 Jahre zuvor aus Lehm einem menschlichen Wesen nachgebildet worden sein. Die Golemlegende wurde 1920 als Der Golem, wie er in die Welt kam verfilmt.